# Mahidolia mystacina
Mahidolia mystacina és una espècie de peix de la família dels gòbids i de l'ordre dels perciformes.

## Morfologia
- Els mascles poden assolir 8 cm de longitud total.[1][2]

## Hàbitat
És un peix de clima tropical i associat als esculls de corall que viu entre 5-20 m de fondària.

## Distribució geogràfica
Es troba a Austràlia, Cambodja, la Polinèsia Francesa, Guam, l'Índia, Indonèsia, el Japó, la Micronèsia, Moçambic, Nova Caledònia, Palau, Papua Nova Guinea, les Filipines, Samoa, Sud-àfrica, Taiwan i Tailàndia.

## Observacions
És inofensiu per als humans.